# Gródek (rejon kamieński)
Gródek (ukr. Городок) – wieś (dawniej miasteczko) na Ukrainie w obwodzie wołyńskim w rejonie kamieńskim. Wieś liczy 1048 mieszkańców.
W II Rzeczypospolitej Gródek należał do wiejskiej gminy Gródek (później przekształconej w gminę Maniewicze) w powiecie kowelskim w woj. wołyńskim i liczył w 1921 roku 856 mieszkańców.
Po wojnie miasteczko weszło w struktury administracyjne Związku Radzieckiego.
Do 2020 w rejonie maniewickim.